# Straszęcin

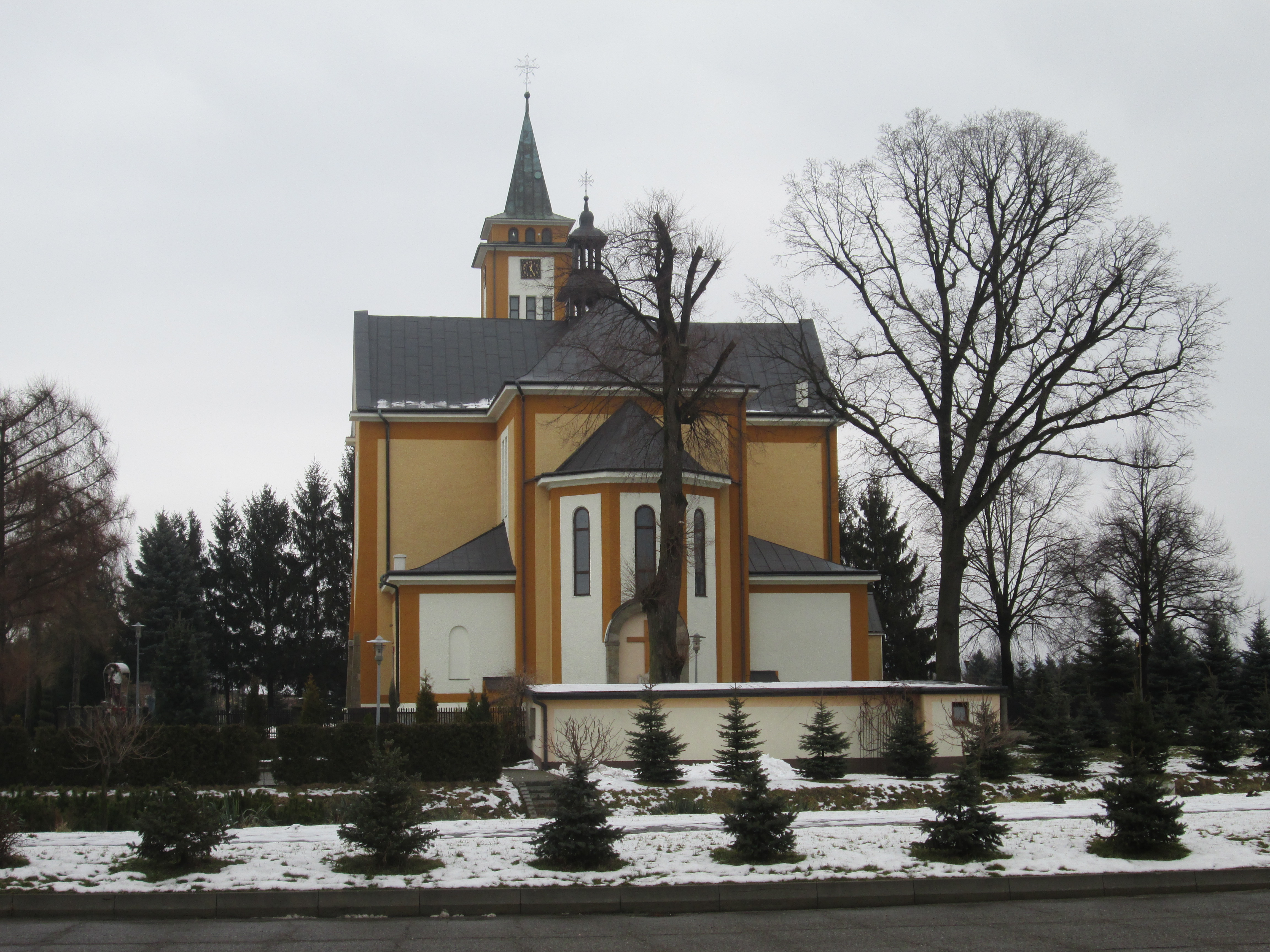
Kościół parafialny

Straszęcin – wieś w Polsce położona w województwie podkarpackim, w powiecie dębickim, w gminie Żyraków.
Do 1948 roku miejscowość była siedzibą gminy Straszęcin. W latach 1975–1998 miejscowość administracyjnie należała do województwa tarnowskiego.

## Położenie
Miejscowość bezpośrednio graniczy z Dębicą, położona jest nad rzeką Grabinianką. Zajmuje powierzchnię około 832 ha.

## Części wsi
| SIMC    | Nazwa     | Rodzaj    |
| ------- | --------- | --------- |
| 0839790 | Mała Wola | część wsi |
| 0839808 | Mariasz   | część wsi |
| 0996152 | Nieciówka | część wsi |
| 0839814 | Pustelnik | część wsi |

## Historia
Straszęcin charakterem zabudowy przypomina małe miasteczko. Największy rozkwit Straszęcina nastąpił w latach 80. XX wieku. Tu jedną ze swoich głównych baz miał znany w całej Polsce Kombinat Rolno-Przemysłowy „IGLOOPOL”. Modernizowano drogi, powstawały nowe obiekty, a wśród nich ośrodek rekreacyjno-wypoczynkowy wraz z zapleczem sportowym i hotelowym. Obecnie jest on wizytówką regionu o znaczeniu ponadgminnym. Tu odbywały się zgrupowania piłkarskiej kadry narodowej, ważne spotkania na szczeblu wojewódzkim, a nawet państwowym. Wieś przez krótki czas posiadała linię trolejbusową łączącą ją z Dębicą. W miejscowości działało Państwowe Gospodarstwo Rolne – w 1993 jako Przedsiębiorstwo Rolno-Przemysłowe Zasobu Własności Rolnej Skarbu Państwa Straszęcin.

## Obecnie
Na terenie miejscowości działają takie instytucje jak: Niepubliczny Zakład Opieki Zdrowotnej, poczta, przedszkole, Zespół Szkół Publicznych i nowo powstały kompleks obiektów, w których mieszczą się oddziały psychiatryczne. Istnieje również pałac wybudowany w końcu XVIII wieku.
Na cmentarzu znajduje się pojedyncza mogiła partyzancka J. Jabłonowskiego, który poległ w Gumniskach w walce z Niemcami w czasie II wojny światowej oraz Krzyż Katyński upamiętniający porucznika Stanisława Klisia zamordowanego w kwietniu 1940 roku przez NKWD.

## Parafia Kościoła rzymskokatolickiego
Straszęcin jest siedzibą rzymskokatolickiej parafii Wszystkich Świętych i Niepokalanego Serca NMP należącej do dekanatu Dębica Zachód w diecezji tarnowskiej.
Pierwszy drewniany kościół parafialny istniał w latach 1511-1944. Obecny kościół wybudowany został w latach 1934-1950 wg projektu Franciszka Mączyńskiego.
W 2012 roku na terenie parafii Wszystkich Świętych otworzona została grota maryjna, powstała z inicjatywy proboszcza, ks. Bogusława Czecha. W jej ścianę wbudowano kamień przywieziony z sanktuarium w Lourdes.

## Sport
- W Straszęcinie działa obecnie klub badmintonowy Orbitek Straszęcin
- Istnieje także Ludowy Klub Sportowy Borowiec Straszęcin występujący obecnie w dębickiej A-klasie.

## Kultura
W Straszęcinie odbywał się Czad Festiwal.